# The Last Blockbuster
Pour les articles homonymes, voir Blockbuster (homonymie).
 (octobre 2021).
Le Blockbuster de Bend, connu sous le nom de The Last Blockbuster, est un vidéo-club ouvert en 1992. En date de 2021, il est le seul magasin de l'ancien géant de la location de films Blockbuster.

## Histoire

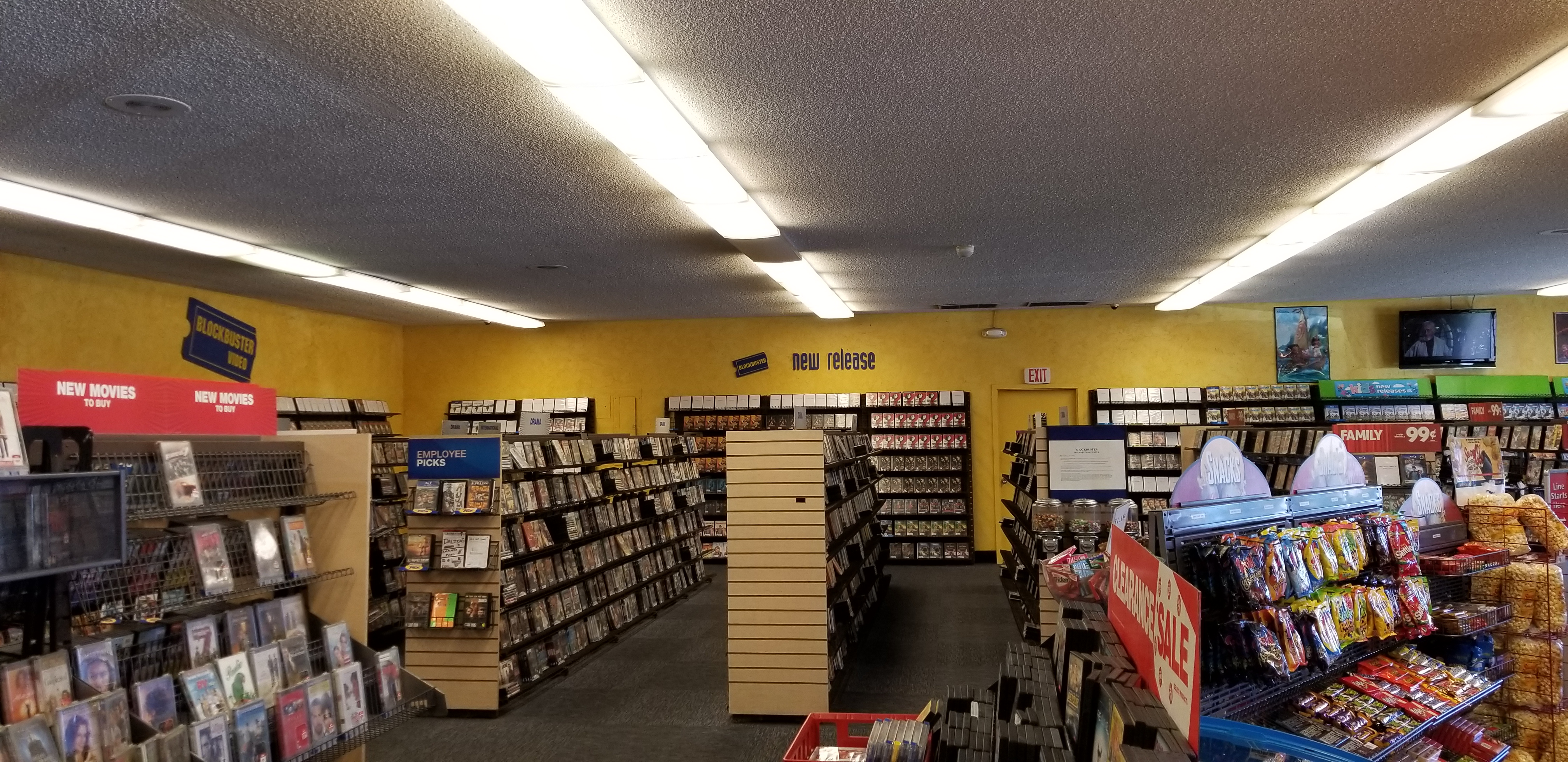
Intérieur du magasin en 2018.

Le Blockbuster de Bend ouvre en 1992 sous le nom de Pacific Video, et est alors la seconde enseigne de cette petite chaîne de vidéo-clubs. Le propriétaire Ken Tisher décide de franchiser le magasin en 2000, et la boutique prend le nom de Blockbuster. En 2004, Sandi Harding devient le gérant du magasin, et l'est encore en date de 2021.
La maison mère, Blockbuster LLC, ferme tous ses magasins non-franchisés en 2014, à la suite d'une faillite, et le Blockbuster de Bend fait partie d'une cinquantaine de magasins encore en activité. Après la fermeture des deux Blockbusters d'Anchorage, Blockbuster devient en 2018 le seul portant le nom de la bannière aux États-Unis, avant de devenir le seul dans le monde en 2019, celui de Perth ayant aussi fermé. Dish Network, la compagnie mère de la marque Blockbuster, a annoncé la décision de ne plus franchiser de magasins sous le nom Blockbuster, et celui de Bend restera donc le dernier du nom.
Le lieu est depuis devenu une attraction touristique, et Tisher continue de licencier la marque chez Dish pour pouvoir garder le nom. Le magasin continue de garder une clientèle d'environ 4 000 membres réguliers,. The Last Blockbuster a continué ses opérations pendant la pandémie de Covid-19 de 2020-2021 et a même offert des soirées pyjama via Airbnb en 2020,. La brasserie locale 10 Barrel lance une bière appelée « The Last Blockbuster » en 2018. Sa popularité lui a aussi valu d'être apparu dans The Ellen DeGeneres Show en mai 2019, et un documentaire intitulé The Last Blockbuster (en) est sorti en 2020,.

## Produits
Le magasin continue de louer des films, mais vend aussi des produits souvenirs à l'effigie de Blockbuster.
On peut aussi y retrouver en exposition des accessoires ayant appartenu à l'acteur Russell Crowe, comme sa cape apparue dans le film Robin des Bois, sa veste et ses pantalons apparus dans De l'ombre à la lumière, sa tunique des Misérables et ses chaises de directeur du film American Gangster. Ces accessoires ont été donnés au Blockbuster de Bend par celui d'Anchorage peu après sa fermeture.